# Ellen Elizabeth Ferner
Ellen Elizabeth Ferner, geb. Aley, in der Öffentlichkeit unter dem Namen Nellie Ferner bekannt, (* 13. September 1869 in Auckland, Neuseeland; † 3. November 1930 im Stadtteil Remuera in Auckland) war eine neuseeländische Künstlerin, Fotografin, Friedensrichterin und sozial engagierte Frau.

## Frühes Leben
Ellen Elizabeth Aley wurde am 13. September 1869 als Tochter von Ellen Beck und deren Mann Alfred Aley, von Beruf Uhrmacher, in Auckland geboren. Über ihre Kindheit, Jugendzeit und Schulbildung ist nichts bekannt. Ebenso ist nicht benannt, wie sie zu ihrem in der Öffentlichkeit genutzte Vornamen Nellie kam.

## Ehe
Am 13. Oktober 1890, einen Monat, nachdem sie 21 Jahre alt geworden war, heiratete sie in Auckland James Ferner, einen Plakatkleber, und nahm seinen Namen an. Sie bekamen vier Kinder, von denen ein Kind im Säuglingsalter verstarb.

## Kunst und Fotografie
Nellie erlernte die Kunst des Portraitierens und Fotografierens von Kindern. Wann sie damit begann, ist nicht bekannt. Eine Marke setzte sie dann aber auf der Auckland Exhibition im Jahr 1914, indem sie für ihre Porträts mit einer Goldmedaille ausgezeichnet wurde.

## Soziales Engagement
1917 gründete Nellie die Play and Recreation Association in Auckland. Sie erkannte die Bedeutung des Spiels für Kinder und machte sich Gedanken, wie man Spielmöglichkeiten und Freizeitaktivitäten für Kinder in den Ballungsgebieten von Auckland organisieren kann. Sie hielt öffentliche Vorträge über die Bedeutung von Kinderspielplätzen und kommunizierte dies in Vorträgen u. a. auf der New Zealand Town-planning Conference (Stadtplanungskonferenz) im Jahr 1919, an der sie als Delegierte der Auckland Civic League teilnahm, und auf der Child Welfare Conference (Kinderschutzkonferenz) im Jahr 1926, die von dem Auckland-Zweig des National Council of Women of New Zealand organisiert wurde, dessen Mitglied sie war. Nellie reiste nach England und in andere Teile von Europa und besuchte dort ab Ende 1924 Kinderheime und Bildungseinrichtungen, um ihr Wissen über das Wohlergehen und die Erziehung von Kindern zu vertiefen. Ihr Glaube, dass attraktive Freiflächen für Kinder und frische Luft sich positiv auf die Entwicklung von Kindern auswirken würde, veranlasste sie, sich dafür in der Stadtplanung von Auckland  einzumischen und dafür einzusetzen. Hilfreich dafür war, dass sie Leiterin des Ausschusses für Parks und Spielplätze in der Auckland Civic League war und auch der Auckland Town-Planning League angehörte.
Als 1925 der Child Welfare Act 1925 von der neuseeländischen Regierung verabschiedet wurde, war Nellie als Mitglied des Auckland Community Welfare Council an der Gesetzgebung beteiligt. Ihre langjährige Erfahrung rund um das Wohlergehen und die Erziehung von Kindern führte dazu, dass sie im Jahr 1926 zu einem der ersten drei assoziierten Mitglieder des Children's Court in Neuseeland berufen wurde. 1926 wurde sie mit dem Amt der Friedensrichterin betraut und bekam 1927 die Zuständigkeit für das Auckland Children’s Court. Damit war sie in der Lage den Vorsitz in Gerichtsverfahren zu führen.
1928 wurde die Play and Recreation Association in Community Sunshine Association geändert. Auf Nellies Initiative hin erwarb der Verein noch im selben Jahr eine nicht mehr in Betrieb befindliche Schule, richtete die Schule ein und eröffnete sie 1930 als Community Sunshine School. Die Schule begann mit zwei Klassen unter freiem Himmel, besaß ein Solarium und  medizinische Fachberatung. Des Weiteren betrieb die Schule ein Gesundheitslager für unterernährte Kinder auf Waiheke Island, deren Leiterin Nellie im Sommer 1930 war.
Nellie war zusätzlich Mitglied des Verwaltungsrats des Seddon Memorial Technical College, Mitglied im Auckland Education Board und Mitglied des Ausschusses der Kowhai Junior High School. Mit ihrem künstlerischen Interesse übernahm sie die Position eines Vorstandsmitglieds in der Elam School of Art und wurde Mitglied in der League of New Zealand Penwomen. Nellie arbeitete bis kurz vor ihrem Tod.
Ellen Elizabeth Ferner, bekannt als Nellie Ferner, verstarb am 3. November 1930 in ihrem Haus in Remuera, Auckland und hinterließ ihren Mann, zwei Söhne und eine Tochter. Einer ihrer Söhne, Raymond Ferner, schloss sich der Community Sunshine Association an und wurde Richter am Children’s Court in Christchurch